# حادث كنيسة مارمينا
حادث كنيسة مارمينا، هو هجوم مسلح من قبل إرهابي استهدف كنيسة مارمينا بمدينة حلوان إحدى ضواحي محافظة القاهرة في 29 ديسمبر 2017. أسفر الهجوم عن مقتل 9 وإصابة 5 آخرين. فيما قبض على منفذ الهجوم. وأعلن تنظيم داعش مسئوليته عن الحادث.